# Avenida Bergenline
Avenida Bergenline es un distrito comercial en la sección North Hudson del condado de Hudson, en el estado de Nueva Jersey (Estados Unidos). La calle tiene un sentido norte-sur y pasa por Union City, West New York, Guttenberg y North Bergen. Su extremo sur está en la calle Segunda de Union City, el límite norte de Washington Park. Desde allí hacia el norte hasta la calle 47, la calle es de sentido único hacia el sur; la avenida Nueva York y el bulevar Kennedy dan servicio al tráfico en dirección norte. Entre las calles 48 y 49, los ascensores en el lado oeste brindan acceso a la estación subterránea Avenida Bergenline del tren ligero Hudson-Bergen. Después de pasar por West New York y Guttenberg y hacia North Bergen, la calle se encuentra con North Hudson Park, recorriendo su lado oeste desde la calle 79 hasta la línea del condado de Bergen a través de la comunidad de Nungesser's y cruza el bulevar Kennedy. Los 64 m desde el bulevar Kennedy hasta la línea del condado de Bergen se designa como ruta de condado 721. Al norte de la línea del condado, el nombre de la calle se convierte en la avnida Anderson, que es el principal distrito comercial de Fairview, Cliffside Park y Fort Lee.

## Descripción
Actualmente, la avenida comercial más larga del estado, con más de 300 tiendas minoristas y restaurantes, muchos de los cuales se convirtieron en la salida para los empresarios cubanos que habían emigrado a Union City, y West New York, por lo que la vía se conoció como "La Habana" en el Hudson". También conocida como "Miracle Mile", la mayor concentración de tiendas minoristas y cadenas de tiendas de Bergenline comienza en la intersección de la calle 32 y continúa hacia el norte hasta la calle 92 en North Bergen, y aunque es una calle angosta de un solo sentido hacia el sur en la mayor parte de Union City, se convierte en una vía de doble sentido y cuatro carriles en la calle 48, solo una cuadra al sur del límite de la ciudad. Se utiliza como ruta para los desfiles locales, como los del Día de los Caídos, el Día de Cuba, y el de la comunidad dominicana.
La calle también es un importante corredor de transporte, atendido por autobuses de New Jersey Transit a puntos locales (22, 22X, 84, 86 y 89) y a la Terminal de Autobuses de la Autoridad Portuaria (156 y 159) y a la Terminal de Autobuses del Puente George Washington (181) en Manhattan. La porción a lo largo del lado oeste de North Hudson Park ve casi 300 autobuses en cada dirección en un día de semana normal, un promedio de uno cada cinco minutos.

## Historia
Originalmente, Bergenline Avenue tenía el ancho de un camino de vacas y no se consideraba un centro de negocios. Se esperaba que las vías del tranvía se colocaran en la avenida Palisade, donde se encontraba el Ayuntamiento de Union Hill. Sin embargo, un ciudadano influyente llamado Henry Kohlmeier, que acababa de construir su residencia en Palisade Avenue, no quiso ser molestado por el ruido de los autos que pasaban y propuso que las vías se colocaran en Bergenline Avenue, dos cuadras al oeste. y antes de que aquellos que hubieran objetado esto se dieran cuenta de este cambio, la moción fue aprobada. La línea continua de tiendas minoristas que apareció en Bergenline Avenue la convirtió en una vía comercial importante para el condado de North Hudson, uno de los principales centros comerciales en el norte de Nueva Jersey, y la avenida comercial más larga del estado.
A principios del siglo XX, Bergenline Avenue era una franja italoestadounidense, pero en 1981 era predominantemente cubana. A principios de la década de 2000, seguía siendo el corazón de la comunidad cubanoamericana en North Hudson y el hogar de muchos otros hispanos.